# 韓鳳
韓鳳（？—？），字長鸞，昌黎郡人，北齊後主高緯的權臣，與高阿那肱、穆提婆控制朝政，合稱北齊「三貴」。

## 生平

### 武官出生
韓鳳出生武將世家。韓鳳從小聰明，有洞察力，體力出眾，善於騎射，因為家世的關係，得以進北齊皇宮當武官，後來升遷為禁軍都督。

### 太子玩伴
當時武成帝高湛在位，太子高緯尚年幼（未滿九歲），高湛即命都督二十人為高緯的禁軍侍衛，韓鳳也在這份名單中，當時高緯特別喜歡跟韓鳳嬉戲，每次韓鳳一到東宮，高緯就會牽著韓鳳的手，說：「都督看兒來。」此後高緯數度召見韓鳳到東宮嬉戲遊玩。

### 晉升寵臣
565年6月8日，年幼的高緯即位，大權仍在其父太上皇高湛之手，這段期間，韓鳳一直為高緯心腹，569年1月13日，高湛駕崩，高緯親政，韓鳳襲爵高密郡公，升任開府儀同三司。571年8月30日，權臣和士開被厙狄伏連等人殺害，高緯深感悲憤，令咸陽王斛律光、宜陽王趙彥深在涼風堂徹查此案，該案的內情，全靠韓鳳傳遞訊息，包括這件事背後的主謀琅邪王高儼曾因此案想發動政變，也是被韓鳳說服騙進宮去。此後高緯加深對韓鳳的信任，把傳報文武百官、宮中守衛等大事都交給韓鳳去處理，並升韓鳳為侍中、領軍，總管內省機要大事。

### 與祖珽不和
當時高緯重用的寵臣很多，文武派系之間也多有摩擦。祖珽，是盲人文官，與韓鳳同為高緯重用。一次，韓鳳與祖珽在高緯面前討論軍國大事，祖珽與韓鳳意見不和，就說：「強弓長矛，容許互相推托；軍國謀劃，怎麼能發生爭執？」韓鳳回答說：「各自發表意見，怎麼有文武優劣的分別！」
後來祖珽參與陷害左丞相、咸陽王斛律光謀反事件，當時有謠言說斛律光會謀反，祖珽就誣陷斛律光，因為斛律光是北齊名將，武將派系的韓鳳替斛律光說話，說斛律光不會幹這種事，高緯正猶豫不決時，胡人寵臣何洪珍勸高緯說：「既起了疑心，不如就施行，不然讓人知道了該怎麼辦。」高緯也覺得何洪珍說得有理，而丞相府佐封士讓（斛律光的手下）也告發斛律光正帶兵回京，高緯才決定除掉斛律光，高緯跟韓鳳也因這件事產生了裂痕。572年8月24日，大將斛律光被誅殺，高緯在那幾天後，一直不跟韓鳳說話，後來兩人的君臣關係才又釋懷，封韓鳳為昌黎郡王。
斛律光被殺後，祖珽依附陸令萱，很快邁向權臣之位，獨攬朝政，取代了和士開、斛律光的位置，後來祖珽失勢，受高緯冷落，宦官們趁機一一告發祖珽的罪狀，高緯把祖珽的案子交給韓鳳審理，當初祖珽提拔過段韶的弟弟段孝言，祖珽現在一出事，段孝言利用自己與韓鳳是表舅與表侄的關係（韓鳳的母親鮮于氏，是段孝言姨媽之女），投靠了韓鳳，與韓鳳一起揭發祖珽的罪名，韓鳳審查的結果是祖珽曾十幾次以皇上之名向大臣勒索錢財，高緯得知後，非常生氣，但又與祖珽曾有不殺誓約，於是貶祖珽為北徐州刺史，祖珽一直想向高緯解釋，欲面見高緯，但韓鳳與祖珽不和，不讓他見高緯，韓鳳派人推祖珽出柏閣，祖珽坐在地上不走，韓鳳惱怒，命士兵強拉祖珽，並在朝堂尚挖苦了祖珽一番。祖珽在上徐州的路上，被昔日的部下省事徐孝遠告發祖珽曾在斛律光死後，以皇命和私人名義取走斛律光的財寶，使祖珽又被朝廷追回開府儀同三司和郡公的爵位，這段期間祖珽也被韓鳳窮追猛打的斥責。

### 替斛律光報仇
祖珽、何洪珍都是陷害過斛律光的人，祖珽被貶後，韓鳳開始對付祖珽、何洪珍的派系，祖珽當權時，曾提拔崔季舒等人，而何洪珍所提拔的張景仁有個同族兄弟叫張雕，韓鳳便視這些文官為眼中釘。573年7月，陳國武將吳明徹包圍壽陽，四個月後，高緯將巡幸晉陽，崔季舒等一批文官認為此時陳國攻打壽陽，眼下齊國人心恐慌，而高緯巡幸晉陽，將會被百姓誤會成北逃之舉，於是崔季舒等聯名上書要高緯別北上晉陽，高緯看了奏摺後，韓鳳就誣陷崔季舒等漢人文官謀反，應該全部殺掉，573年11月18日，高緯把崔季舒、張雕、劉逖、封孝琰、裴澤、郭遵等人召到含章殿殺掉，他們的屍身被韓鳳棄屍於漳水。

### 禮遇武官
由於韓鳳是武官出生，所以異常的對待武官很好，不論是鮮卑人或漢人，對哪個武職人員也好，即使遇到品級最低的武官都一樣。

### 迫害朝政
後來韓鳳之子韓寶仁娶公主為妻，高緯曾來到韓寶仁家，賞賜韓氏一門的親戚，並賜晉陽一座宅第給韓鳳，公主生下韓昌滿月時，高緯上韓鳳家百宴席。此後，高緯把北齊一切軍國大事交給韓鳳，同時與高阿那肱、穆提婆控制朝政，合稱北齊「三貴」，迫害北齊朝政。當時壽陽被北周攻佔，韓鳳與穆提婆收到消息後，韓鳳卻不怎麼在意，握著槊嬉戲說：「這是別人的天下，由他去吧。」後來高緯派韓鳳到黎陽旁的黃河邊築堡駐守，君臣兩人有共識，覺得守住此地，還可以有一席之地，到時又可以吃喝玩樂一番。當時韓鳳的弟弟韓萬歲、韓鳳的兩個兒子韓寶仁、韓寶信都官任開府儀同三司。後來連次子韓寶信也娶了公主。
574年1月，有人上奏南安王高思好將會造反，由於高思好的兒子之妻，是韓鳳的女兒，所以韓鳳以擾亂人心的罪名，要求高緯殺掉那告密者，50多天後，高思好果然造反，那告密者的弟弟趴在地上要求朝廷追贈其亡兄，韓鳳卻不給通報。

### 陷害南陽王
南陽王高綽是高緯的庶长兄，以荒唐殘忍出名，高緯見識過後，非常寵愛高綽，韓鳳擔心自己地位受到威脅，於是離間他們兄弟倆，使高綽被貶為齊州刺史，高綽在上任的路途上，韓鳳又命高綽的親信誣告高綽謀反，並上奏高緯，高緯不忍心殺高綽，於是命胡人高猥薩跟高綽相撲，讓高猥薩當場掐死高綽。

### 三貴的關係
當時，北齊三貴分別是韓鳳、穆提婆與高阿那肱，韓鳳奸詐、穆提婆貪婪、而高阿那肱是三貴當中名聲最好的一個，韓鳳與穆提婆會互相幫助，但卻與高阿那肱十分不和，有次高阿那肱要提拔被流放外地的清官綦連猛，卻被韓鳳等人阻攔。

### 失勢
韓鳳曾上奏高緯派段孝言去監造晉陽宮，當時陳德信從驛道上去監察晉陽宮工程，竟發現段孝言讓工匠去修自己的宅第，同時也讓工匠去修韓鳳與穆提婆的宅第，陳德信質問段孝言後，並回朝稟明高緯，高緯得知後，起駕晉陽一探究竟，得知韓鳳還把官馬借給別人，令高緯勃然大怒，將韓鳳和穆提婆除去朝中一切職務，卻沒給他們定罪。之後，高緯拆除韓鳳的房屋，公主也和韓寶仁離了婚，後來韓鳳被帶到鄴郡受吏部審查。

### 官復原職
當時北齊被北周打得岌岌可危，高緯便讓韓鳳官復原職。

### 北齊滅亡
韓鳳雖然官復原職，但北齊滅亡之勢，已成定局，最終韓鳳跟著高緯逃亡渡過了黃河。577年2月25日，高緯到青州時，與韓鳳都被周軍俘獲了，北齊自此滅亡。

### 仕北周與隋
北齊滅亡後，韓鳳的官職生涯還歷經北周、隋，在隋朝時過世，當時官任隴州刺史。

## 家世考證
根據《北齊書》與《北史》的記載，韓鳳的父親叫韓永興，死時在北齊官任青州刺史，高密郡公，根據文革期間出土的韩裔墓志，記載了北齊的韓裔，乃韓賢之子，字永興，死時官任青州刺史，爵位為高密郡开国公，與韓鳳之父相吻合，所以韓鳳之父，正是韓裔。

## 種族歧視
韓鳳祖上雖為漢人，卻已胡化，對於漢人，尤其是以漢人佔大頭的文臣非常歧視。每次朝中大臣有事請教韓鳳，都不敢直視他，且常會受到韓鳳呵叱：「狗漢兒實在令人受不了，只有宰了才行。」

## 家庭

### 高祖
- 韩安都，樂浪、玄菟二郡太守，定居昌黎。

### 曾祖
- 韩那干，樂陵太守。

### 祖父
- 韓普賢，東魏權臣高歡大將，也是北齊開國大將，在一次平定叛亂中，被賊兵砍死。

### 父母
- 韓裔（514年-567年），字永興，北齊官員，封高密郡開國公，天統三年病死，年五十四。
- 鮮于氏

### 叔父
- 韩盛（515年-564年），字業興，北齊東顯州刺史、陰平縣開國侯。

### 姑姑
- 陽翟公主，高歡養女

### 弟弟
- 韓萬歲，北齊侍中

### 子女
- 韓寶仁（一說韓寶行），韓鳳長子，娶北齊公主。
- 韓寶信，韓鳳次子，娶北齊公主。
- 韓氏，嫁給高思好之子[3]。

### 孫子
- 韓昌，韓鳳長子韓寶仁之子。

## 延伸阅读
[在维基数据编辑]
 《北齊書·卷50》，出自李百药《北齊書》
 《北史·卷092》，出自李延壽《北史》